# مکان‌یابی صوتی
مکان‌یابی صوتی (به انگلیسی: Sound localization)، به توانایی سیستم شنوایی برای ردیابی مکان منبع صوت، گفته می‌شود. این توانایی، نیازمند پردازشات رده‌بالا و پیچیدهٔ سیستم شنوایی مرکزی است و «مکان‌یابی افقی و عمودی» را شامل می‌گردد.

## مکانیسم
لازمه مکان یابی افقی شنوایی دو گوشی است یعنی برای اینکه بتوانیم به خوبی مکان منبع صوت را ردیابی کنیم باید شنوایی هر دو گوش نرمالی داشته باشیم زیرا مکان یابی افقی به واسطهٔ مقایسه تفاوت‌های اطلاعات صوتی رسیده به دو گوش توسط مراکز مربوط به سیستم شنوایی در ساقه مغز و کورتکس شنوایی است.
اما مکان یابی عمودی وابسته به یک گوش بوده و برای مکان یابی در راستای عمود نیاز به کشف تغییراتی که لاله گوش در طیف سیگنال صوتی ایجاد می‌کند داریم. به همین علت داشتن یک گوش برای این توانایی کفایت می‌کند.
سیستم شنوایی انسان برای مکان یابی افقی وابسته به تفاوت شدتی بین دو گوش در فرکانس‌های بالا و اختلاف فاز (تفاوت زمانی) در فرکانس‌های پایین است.
به علت اینکه در فرکانس‌های بالا طول موج کوچکتر از فاصله بین دو گوش است (در فرکانس‌های بالاتر از ۱۴۰۰ هرتز) تفاوت شدتی ایجاد می‌شود که این تفاوت شدت در ناحیه هسته‌های زیتونی فوقانی خارجی درک می‌شود. از طرفی در فرکانس‌های پایین‌تر از ۱۴۰۰ هرتز چون طول موج بزرگتر از فاصله بین دو گوش است پس به واسطه اثر سایه‌ای سر بین دو گوش تفاوت شدتی ایجاد نمی‌شود اما برای مکان یابی این فرکانس‌ها مکانیسم دیگری وجود دارد که آن تشخیص تفاوت‌های زمانی صوت رسیده بین دو گوش است که این تفاوت توسط نورون‌های موجود در هسته‌های زیتونی فوقانی داخلی درک می‌شود.